# 磁共振成像
磁共振成像（英語：Magnetic Resonance Imaging，简称 MRI）是一种基于核磁共振原理、主要用于影像诊断学的医学成像技术。使用该技术的磁共振成像仪（MRI scanner）由强磁场、梯度磁场、无线电波、计算机系统四大构件构成，以形成人体内解剖结构和生理过程的图像。与计算机断层扫描（CT）和正电子发射断层扫描（PET）不同的是，MRI不涉及X射线或电离辐射的使用。
磁共振成像在医院和诊所广泛应用于疾病的医学诊断、分期和随访。与CT相比，MRI在软组织部位（如大脑或腹部）的图像中能提供更好的对比度。然而，它可能会被患者认为不太舒服，因为受试者通常在一个狭窄并带有噪音的管状空间中进行长时间的测量，尽管“开放式”MRI设计大多缓解了这一点。此外，体内的植入物和其他不可移动的金属可能会造成风险，并可能使一些患者无法安全地进行MRI检查。
磁共振成像的原理是对静磁场中的人体施加特定频率的射频脉冲（即无线电波脉冲），使人体内水中的氢原子核受到其激励而发生核磁共振，并释放可被仪器接收的无线电波。由于该信号在体内不同结构环境中会有不同的衰减，人们可以通过外加梯度磁场检测，从而以此重建并绘制成人体内部结构与功能图像。现代核磁共振成像仪应用了快速变化的梯度磁场，使其成像速度得到大幅提升，并让该技术在临床诊断、科学研究的应用成为现实，推动了医学、神经生理学和认知神经科学的发展。

## 名称
磁共振成像舊稱“核磁共振成像”（NMR imaging），後因其初次應用於醫學影像時，正處於冷戰時期，民眾誤以為該檢查具有核輻射，與放射性或核医学技术相關，而改稱 MRI，去掉 nuclear 字樣，但其原理與 NMR 並無不同。中国大陆称磁共振成像，台湾称磁振造影，香港稱磁力共振掃描。

## 原理

### 概述
磁共振成像是随着電子計算機、電子學、電路學、超導體等技术的发展而迅速发展起来的一种生物磁学核自旋成像技术。此成像技术利用核磁共振原理，其中“核”指的是氢原子核，因为人体大约70%是由水组成的，另外有脂肪、蛋白质等，MRI即依赖这些分子中的氢原子的共振而造影。
当把物体放置在磁场中，用适当的电磁波照射它，以改變氫原子的旋轉排列方向，使之共振，然后分析它释放的电磁波，由於不同的組織會產生不同的电磁波訊號，经電腦处理，就可以得知构成这一物体的原子核的位置和种类，据此可以绘制成物体内部的精确立体图像。
原子核在进动中，吸收与原子核进动频率相同的射频脉冲，即外加交变磁场的频率等于拉莫频率，原子核就发生共振吸收，去掉射频脉冲之后，原子核磁矩又把所吸收的能量中的一部分以电磁波的形式发射出来，称为共振发射。共振吸收和共振发射的过程叫做“核磁共振”。

### 数学运算
原子核带正电荷并有自旋这一属性，其自旋产生磁矩，称为核磁矩。研究表明，核磁矩{\displaystyle \mu }与原子核的自旋角动量S成正比，即
{\displaystyle \mu =\gamma S\qquad (1)}
式中γ为比例系数，称为原子核的旋磁比。在外磁场中，原子核自旋角动量的空间取向是量子化的，它在外磁场方向上的投影值可表示为
{\displaystyle I_{z}=m\hbar \qquad (2)}
m为核自旋量子数。依据核磁矩与自旋角动量的关系，核磁矩在外磁场中的取向也是量子化的，它在磁场方向上的投影值为
{\displaystyle \mu _{z}=m\gamma \hbar \qquad (3)}
对于不同的核，m分别取整数或半整数。在外磁场中，具有磁矩的原子核具有相应的能量，其数值可表示为
{\displaystyle E=-\mathbf {\mu } \cdot \mathbf {B} =-\mu _{z}B=-m\gamma \hbar B\qquad (4)}
式中B为磁感应强度。可见，原子核在外磁场中的能量也是量子化的。由于磁矩和磁场的相互作用，自旋能量分裂成一系列分立的能级，相邻的两个能级之差{\displaystyle \Delta E=\gamma \hbar B}。用频率适当的电磁辐射照射原子核，如果电磁辐射光子能量{\displaystyle h\nu }恰好为两相邻核能级之差{\displaystyle \Delta E}，则原子核就会吸收这个光子，发生核磁共振的频率条件是：
{\displaystyle h\nu =\gamma \hbar B=\gamma hB/2\pi ,{\mbox{ or }}\omega =2\pi \nu =\gamma B\qquad (5)}
式中{\displaystyle \nu }为频率，{\displaystyle \omega }为角频率。对于确定的核，旋磁比{\displaystyle \gamma }可被精确地测定。可见，通过测定核磁共振时辐射场的频率{\displaystyle \nu }，就能确定磁感应强度；反之，若已知磁感应强度，即可确定核的共振频率。

## 系统组成

### NMR实验装置
采用调节频率的方法来达到核磁共振。由线圈向样品发射电磁波，调制振荡器的作用是使射频电磁波的频率在样品共振频率附近连续变化。当频率正好与核磁共振频率吻合时，射频振荡器的输出就会出现一个吸收峰，这可以在示波器上显示出来，同时由频率计即刻读出这时的共振频率值。核磁共振谱仪是专门用于观测核磁共振的仪器，主要由磁铁、探头和谱仪三大部分组成。磁铁的功用是产生一个恒定的磁场；探头置于磁极之间，用于探测核磁共振信号；谱仪是将共振信号放大处理并显示和记录下来。

### MRI系统的组成

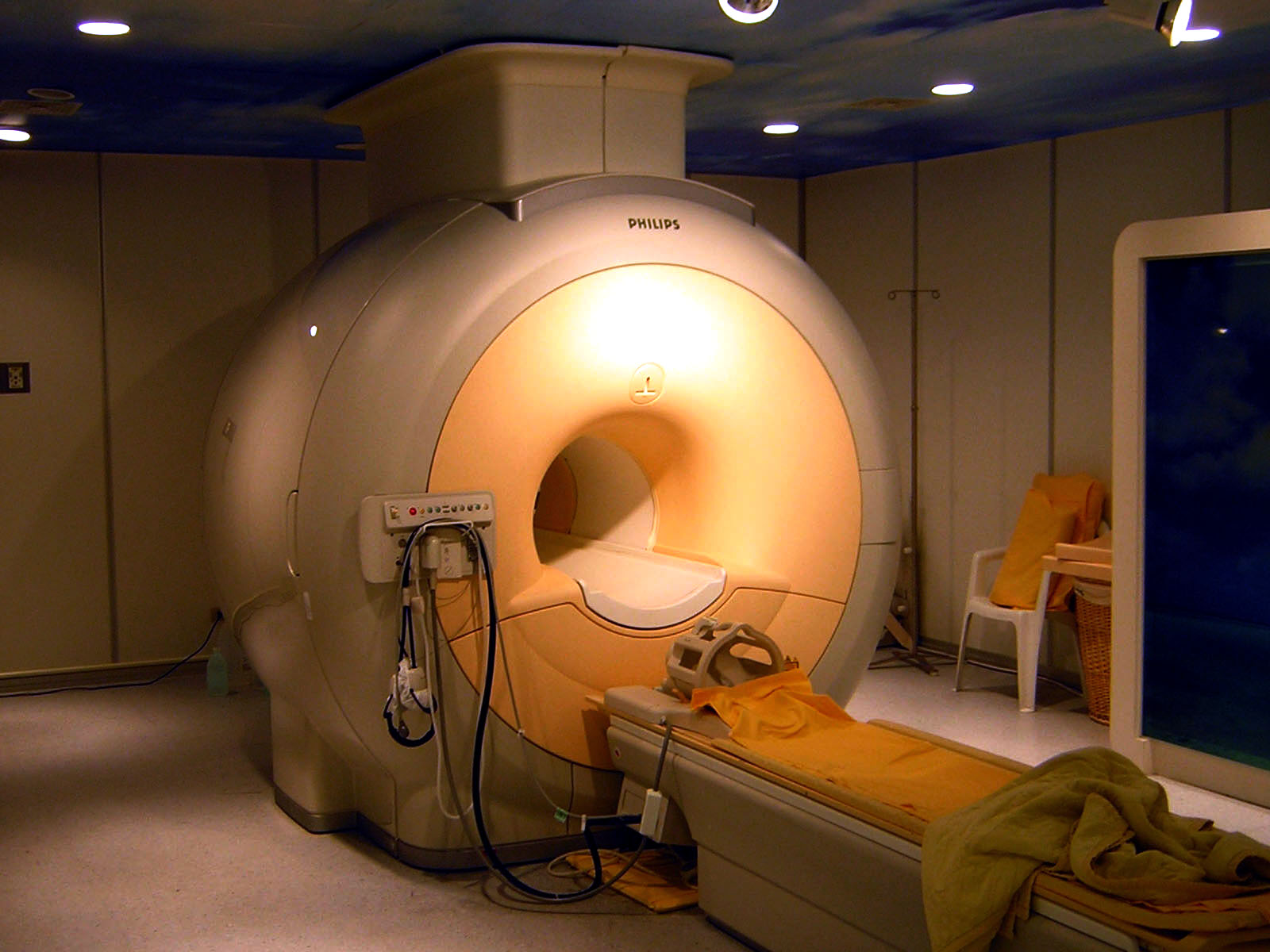
現代臨床高場（3.0T）MRI掃描器

MRI是一台巨大的圓筒狀機器，能在受檢者的周圍製造一個強烈磁場區的環境，藉由無線電波的脈衝撞擊身體細胞中的氫原子核，改變身體內氫原子的排列，當氫原子再次進入適當的位置排列時，會發出無線電訊號，此訊號藉由電腦的接收並加以分析及轉換處理，可將身體構造及器官中的氫原子活動，轉換成2D影像，因MRI運用了生化、物理特性來區分組織，獲得的影像會比電腦斷層更加詳細。

#### 磁鐵系统
1. 静磁场：又稱主磁場。當前臨床所用超導磁鐵，磁場強度有0.2T到7.0T（特斯拉），常見的為1.5T和3.0T；動物實驗用的小型MRI則有4.7T、7.0T與9.4T等多種主磁場強度。另有勻磁線圈（shim coil）協助達到磁場的高均匀度。
2. 梯度场（gradient coils）：用来产生并控制磁场中的梯度，以实现NMR信号的空间编码。这个系统有三组线圈，产生x、y、z三个方向的梯度场，线圈组的磁场叠加起来，可得到任意方向的梯度场。

#### 射频系统
1. 射频（RF）发生器：产生短而强的射频场，以脉冲方式加到样品上，使样品中的氢核产生NMR现象。
2. 射频（RF）接收器：接收NMR信号，放大后进入图像处理系统。

#### 计算机图像重建系统
由射频接收器送来的信号经A/D转换器，把模拟信号转换成数字信号，根据与观察层面各体素的对应关系，经计算机处理，得出层面图像数据，再经D/A转换器，加到图像显示器上，按NMR的大小，用不同的灰度等级显示出欲观察层面的图像。

### MRI的基本方法
1. 选择梯度场Gz
2. 相位编码和频率编码
3. 图像重建

## 应用

三維重建核磁共振影像

### 医学

#### 檢查目的
- 偵測及診斷心臟疾病、腦血管意外及血管疾病
- 胸腔及腹腔的器官疾病的偵測與診斷
- 診斷及評價、追蹤腫瘤的情況及功能上的障礙

MRI被廣泛運用在運動相關傷害的診斷上，對近骨骼和骨骼周圍的軟組織，包括韌帶與肌肉，可呈現清晰影像，因此在脊椎及關節問題上，是極具敏感的檢查。
因MRI沒有輻射暴露的危險，因此經常被使用在生殖系統、乳房、骨盆及膀胱病的偵測及診斷上。

#### 原理概述
氢核是人体成像的首选核种：人体各种组织含有大量的水和碳氢化合物，所以氢核的核磁共振灵活度高、信号强，这是人们首选氢核作为人体成像元素的原因。NMR信号强度与样品中氢核密度有关，人体中各种组织间含水比例不同，即含氢核数的多少不同，则NMR信号强度有差异，利用这种差异作为特征量，把各种组织分开，这就是氢核密度的核磁共振图像。人体不同组织之间、正常组织与该组织中的病变组织之间氢核密度、弛豫时间T1、T2三个参数的差异，是MRI用于临床诊断最主要的物理基础。
当施加一射频脉冲信号时，氢核能态发生变化，射频过后，氢核返回初始能态，共振产生的电磁波便发射出来。原子核振动的微小差别可以被精确地检测到，经过进一步的计算机处理，即可能获得反应组织化学结构组成的三维图像，从中我们可以获得包括组织中水分差异以及水分子运动的信息。这样，病理变化就能被记录下来。
人体2/3的重量为水分，如此高的比例正是磁共振成像技术能被广泛应用于医学诊断的基础。人体内器官和组织中的水分并不相同，很多疾病的病理过程会导致水分形态的变化，即可由磁共振图像反应出来。
MRI所获得的图像非常清晰精细，大大提高了医生的诊断效率，避免了剖胸或剖腹探查诊断的手术。由于MRI不使用对人体有害的X射线和易引起过敏反应的造影剂，因此对人体没有损害。MRI可对人体各部位多角度、多平面成像，其分辨力高，能更客观更具体地显示人体内的解剖组织及相邻关系，对病灶能更好地进行定位定性。对全身各系统疾病的诊断，尤其是早期肿瘤的诊断有很大的价值。

#### 优点
与1901年获得诺贝尔物理学奖的普通X射线或1979年获得诺贝尔医学奖的（computerized tomography, CT）相比，磁共振成像的最大优点是它是目前少有的对人体没有任何伤害的安全、快速、准确的临床诊断方法。如今全球每年至少有6000万病例利用核磁共振成像技术进行检查。具体说来有以下几点：
1. 对软组织有极好的分辨力。对膀胱、直肠、子宫、阴道、骨、关节、肌肉等部位的检查比CT優勝；
2. 各种参数都可以用来成像，多个成像参数能提供丰富的诊断信息，这使得医疗诊断和对人体内代谢和功能的研究方便、有效。例如肝炎和肝硬化的T1值变大，而肝癌的T1值更大，作T1加权图像，可区别肝部良性肿瘤与恶性肿瘤；
3. 通过调节磁场可自由选择所需剖面。能得到其它成像技术所不能接近或难以接近部位的图像。对于椎间盘和脊髓，可作矢状面、冠状面、横断面成像，可以看到神经根、脊髓和神经节等。不像CT只能获取与人体长轴垂直的橫斷面；
4. 对人体没有损伤；
5. 原则上所有自旋不为零的核元素都可以用以成像，例如氢（1H）、碳（13C）、氮（14N和15N）、磷（31P）等。

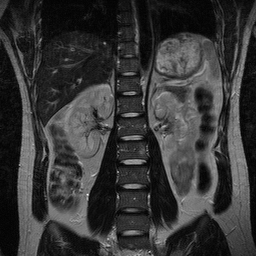
人類腹部冠狀切面磁共振影像。
（所採成像脈衝序列：Turbo Spin Echo, TSE。）

#### 缺点及可能存在的危害
虽然MRI对患者没有致命性的损伤，但还是给患者带来了一些不适感。在MRI诊断前应当采取必要的措施，把这种负面影响降到最低限度。其缺点主要有：
1. 和CT一样，MRI也是解剖性影像诊断，很多病变单凭核磁共振检查仍难以确诊，不像可同时获得影像和病理两方面的诊断；
2. 对肺部的检查不优于X射线或CT检查，对肝脏、胰腺、肾上腺、前列腺的检查不比CT优越，但费用要高昂得多；
3. 对胃肠道的病变不如内窥镜检查；
4. 扫描时间长，空间分辨力不够理想；
5. 由于强磁场的原因，MRI对诸如体内有磁金属或的特殊病人不能适用。

MRI系统可能对人体造成伤害的因素主要包括以下方面：
1. 强静磁场：在有铁磁性物质存在的情况下，不论是埋植在患者体内还是在磁场范围内，都可能是危险因素，甚至致命[15]；
2. 随时间变化的梯度场：可在受试者体内诱导产生电场而兴奋神经或肌肉。外周神经兴奋是梯度场安全的上限指标。在足够强度下，可以产生外周神经兴奋（如刺痛或叩击感），甚至引起心脏兴奋或心室振顫；
3. 射频场（RF）的致热效应：在MRI聚焦或測量過程中所用到的大角度射频场发射，其電磁能量在患者组织内转化成热能，使组织温度升高。RF的致热效应需要进一步探讨，臨床掃描器對於射頻能量有所謂「特定吸收率」（specific absorption rate, SAR）的限制；
4. ：MRI运行过程中产生的各种噪声，可能使某些患者的听力受到损伤；

### 化学
MRI在化学领域的应用没有医学领域那么广泛，主要是因为技术上的难题及成像材料上的困难，目前主要应用于以下几个方面：
1. 在高分子化学领域，如碳纤维增强环氧树脂的研究、固态反应的空间有向性研究、聚合物中溶剂扩散的研究、聚合物硫化及弹性体的均匀性研究等；
2. 在金属陶瓷中，通过对多孔结构的研究来检测陶瓷制品中存在的沙眼；
3. 在火箭燃料中，用于探测固体燃料中的缺陷以及填充物、增塑剂和推进剂的分布情况；
4. 在石油化学方面，主要侧重于研究流体在岩石中的分布状态和流通性以及对油藏描述与强化采油机理的研究。

### 其他进展
核磁共振分析技术是通过核磁共振谱线特征参数（如谱线宽度、谱线轮廓形状、谱线面积、谱线位置等）的测定来分析物质的分子结构与性质。它可以不破坏被测样品的内部结构，是一种完全无损的检测方法。同时，它具有非常高的分辨本领和精确度，而且可以用于测量的核也比较多，所有这些都优于其它测量方法。因此，核磁共振技术在物理、化学、医疗、石油化工、考古等方面获得了广泛的应用。
- （MR microscopy, MRM/μMRI）是MRI技术中稍微晚一些发展起来的技术，MRM最高空间分辨率是4μm，已经可以接近一般光学显微镜像的水平。MRM已经非常普遍地用作疾病和药物的动物模型研究。
- （in vivo MR spectroscopy, MRS）能够测定动物或人体某一指定部位的NMR谱，从而直接辨认和分析其中的化学成分。

## 诺贝尔获奖者的贡献
核磁共振的研究在近代取得很多的成果，相关工作曾荣获多个诺贝尔奖。1946年，美国物理学家费利克斯·布洛赫 (Felix Bloch) 和爱德华·米尔斯·珀塞尔 (Edward Mills Purcell) 在质子中证明了这一现象。他们于1952年荣获诺贝尔物理学奖。
核磁共振的相关研究还曾获得两项诺贝尔化学奖。1991年，瑞士人理查德·恩斯特（Richard Ernst）因其对高分辨率核磁共振波谱方法的贡献而获的诺贝尔化学奖。2002 年，同样来自瑞士的库尔特·维思里希 (Kurt Wüthrich) 因其开发的核磁共振波谱技术用于测定溶液中生物大分子的三维结构而获奖。
2003年10月6日，瑞典卡罗林斯卡医学院宣布，2003年诺贝尔生理学或医学奖授予美国化学家和英国物理学家彼得·曼斯菲爾德，以表彰他们在医学诊断和研究领域内所使用的核磁共振成像技术领域的突破性成就。
勞特伯在紐約州立大學石溪分校化學系當副教授時看到因為儀器老舊，研究生與博士後研究員實驗皆做不出理想結果，於是苦思解決之道。劳特布尔的贡献是，在主磁场内附加一个不均匀的磁场，把梯度引入磁场中，从而创造了一种可视的用其他技术手段却看不到的物质内部结构的二维结构图像。他描述了怎样把梯度磁体添加到主磁体中，然后能看到沉浸在重水中的装有普通水的试管的交叉截面。除此之外没有其他图像技术可以在普通水和重水之间区分图像。通过引进梯度磁场，可以逐点改变核磁共振电磁波频率，通过对发射出的电磁波的分析，可以确定其信号来源。
曼斯菲尔德进一步发展了有关在稳定磁场中使用附加的梯度磁场理论，推动了其实际应用。他发现磁共振信号的数学分析方法，为该方法从理论走向应用奠定了基础。这使得10年后磁共振成像成为临床诊断的一种现实可行的方法。他利用磁场中的梯度更为精确地显示共振中的差异。他证明，如何有效而迅速地分析探测到的信号，并且把它们转化成图像。曼斯菲尔德还提出了极快速的梯度变化可以获得瞬间即逝的图像，即（echo-planar imaging, EPI）技术，成为20世纪90年代开始蓬勃兴起的功能磁共振成像研究的主要手段。

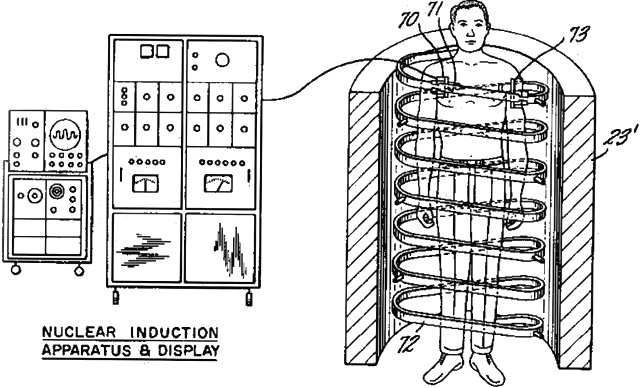
雷蒙德·达马蒂安的“用于癌组织检测的设备和方法”

值得一提的是，2003年诺贝尔物理学奖获得者们在超导体和超流体理论上做出的开创性贡献，也为开发核磁共振扫描仪提供了提供了重要的理论支持。例如，医学用的核磁共振成像仪器就使用了超导材料。
此外，在2003年10月10日的《纽约时报》和《华盛顿邮报》上，同时出现了佛纳（Fonar）公司的一则整版广告：“雷蒙德·达马蒂安，应当与彼得·曼斯菲尔德和保罗·劳特布尔分享2003年诺贝尔生理学或医学奖。没有他，就没有核磁共振成像技术。”指责诺贝尔奖委员会“篡改历史”而引起广泛争议。事实上，对MRI的发明权归属问题已争论了许多年，而且争得颇为激烈。在学界看来，由於幾個相關人物的長期宣傳，达马蒂安更多地被描繪成是一个生意人，而不是科学家。不過，有關的答案可能要相當長的一段時間以後才能有定論。

## 禁忌
孕妇、心臟裝有節律器者、身體任何部位裝置有對磁力有感應的金屬者，需要與醫生進行評估，像是部份心臟節率器可以經過調整之後接受檢查。
美國食品與藥物管理局（FDA）於2006年6月發出警訊，中末期腎臟疾病及慢性腎衰竭患者使用含釓MRI顯影劑可能造成腎因性全身皮膚硬化症/腎因性纖維化皮膚病變（Nephrogenic Systemic Fibrosis/Nephrogenic Fibrosing Dermopathy，NSF/NFD）。

### 磁化準備
- 反轉回復（inversion recovery）
- 飽和回覆（saturation recovery）
- 驅返平衡（driven equilibrium）

### 取像方法
- （spin echo）
- （gradient echo）
- （parallel imaging）
- （echo-planar imaging, EPI）
- （steady-state free precession imaging, SSFP）

### 醫學生理性應用
- 磁振血管攝影（MR angiography）
- 磁振膽胰攝影（MR cholangiopancreatogram, MRCP）
- 擴散權重影像（diffusion-weighted image）
- 擴散張量影像（diffusion tensor image）
- 灌流權重影像（perfusion-weighted image）
- （, fMRI）
- 磁敏感加权成像（sensetivity weighted image）
- 磁共振波谱成像（MR Spectroscopy Imaging）

## 引用
1. ↑  杨军; 肖海燕; 何贤国. . 中国医学装备. 2011, 8 (11): 7. doi:10.3969/j.issn.1672-8270.2011.11.013.
2. ↑  Serai, Suraj D.; Ho, Mai-Lan; Artunduaga, Maddy; Chan, Sherwin S.; Chavhan, Govind B. . Pediatric Radiology. 2021-05-01, 51 (5): 716-723  [2025-04-04]. ISSN 1432-1998. PMID 33871725. doi:10.1007/s00247-020-04894-9 （英语）.
3. ↑  Rinck, Peter A.  14th. TRTF – The Round Table Foundation: TwinTree Media. 2024. . www.magnetic-resonance.org.   [2024-05-22]. （原始内容存档于2024-04-21）.
4. ↑  . Knowledge Database. 2018-08-14  [2018-08-15]. （原始内容存档于2018-08-14） （英语）.
5. ↑  Wang, Yu; Zhang, Hui-Min; Qin, Huan. . Acta Physica Sinica. 2023, 72 (20): 204-301. ISSN 1000-3290. doi:10.7498/aps.72.20230732.
6. ↑  Berger, Abi. . BMJ. 2002-01-05, 324 (7328): 35  [2025-04-04]. ISSN 0959-8138. PMC 1121941 . PMID 11777806. doi:10.1136/bmj.324.7328.35 （英语）.
7. ↑  McArthur, R. A. (2013). Translational Neuroimaging: Tools for CNS Drug Discovery, Development and Treatment. Elsevier Acad. Press. p.346.
8. ↑  Vlaardingerbroek, Marinus T.; Boer, Jacques A. . Springer Science & Business Media. 2013-03-09: 2  [2025-04-04]. ISBN 978-3-662-05252-5 （英语）.
9. ↑  . Khan Academy.   [2021-09-22]. （原始内容存档于2022-06-12）.
10. ↑  . www.termonline.cn.   [2025-04-04].
11. ↑  .   [2024-03-18]. （原始内容存档于2024-07-10）.
12. ↑  .   [2021-11-26]. （原始内容存档于2021-11-26）.
13. ↑  醫院管理局聯網服務總監歡迎辭 （页面存档备份，存于）. 醫院管理局.
14. ↑  醫學檢驗手冊
15. ↑  陳正健. . 中央社 CNA. 2025-07-21  [2025-07-21] （中文（臺灣））.
16. ↑  Nobel Foundation. .   [2023-11-27]. （原始内容存档于2023-10-03）.